# Ring of Kerry

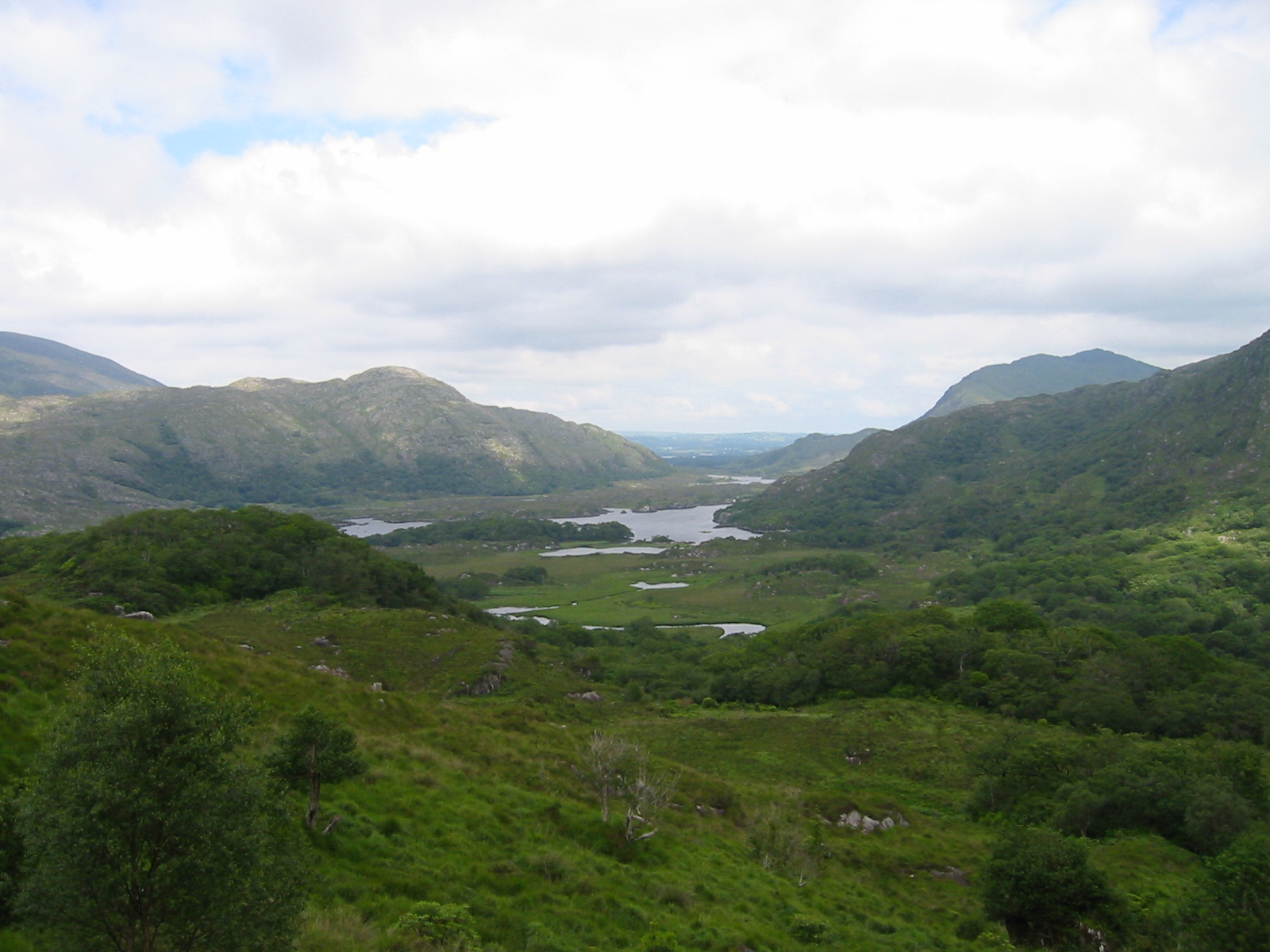
Dívčí vyhlídka (Ladies View), panoramatický výhled na Okruh.

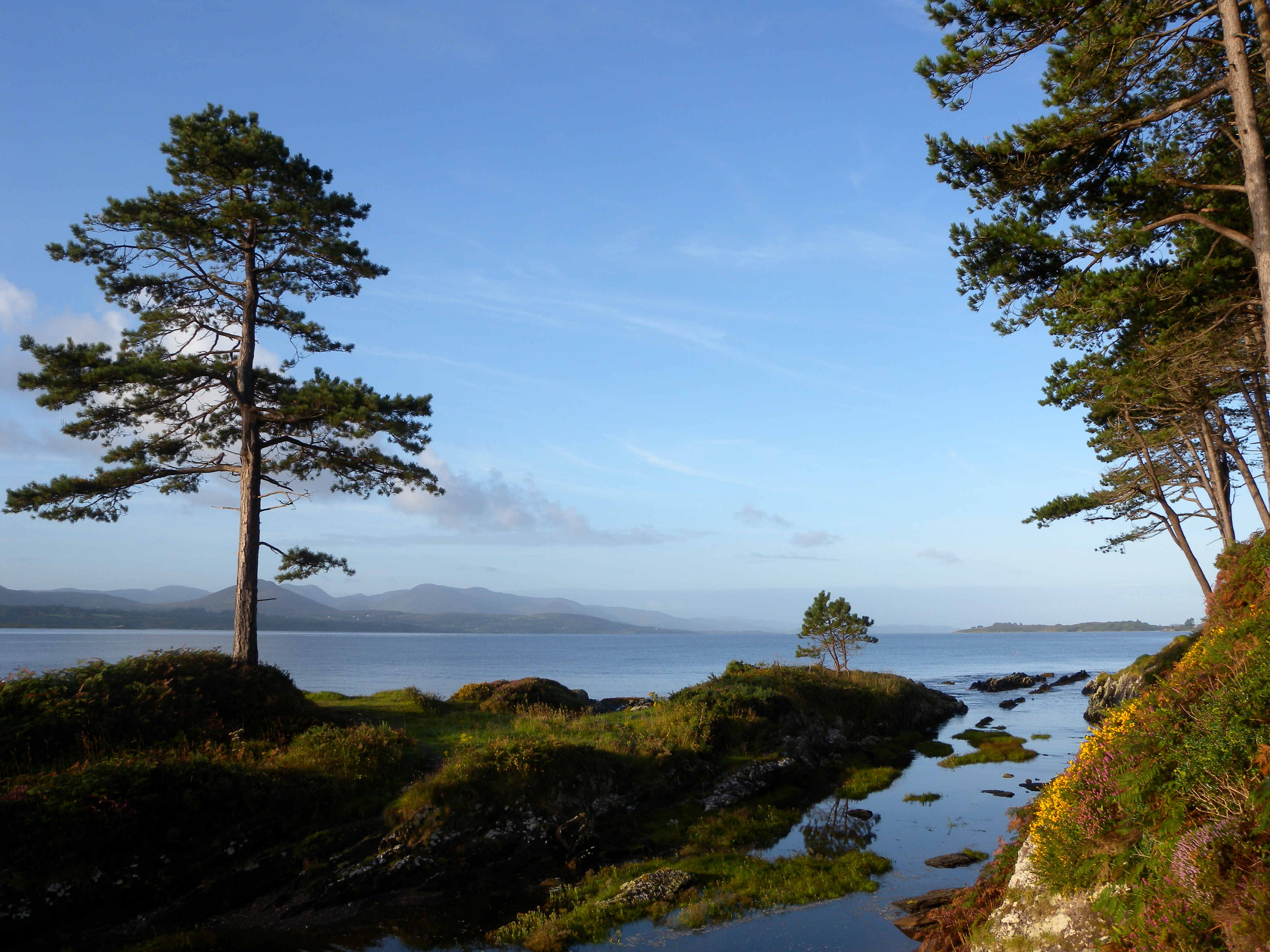
Panoramatický pohled Ring of Kerry na jihovýchodě.

Ring of Kerry (irsky An Mhór Chuaird) je turistický okruh v hrabství Kerry v jihozápadní části Irska. Silniční okruh má délku 179 km (silnice N70, N71 a R562), začíná v obci Killarney a obkružuje poloostrov Iveragh a projíždí přes Kenmare, Sneem, Waterville, Cahersiveen a Killorglin. Mezi nejoblíbenější místa okruhu patří Muckross House (poblíž Killarney), kamenná pevnost Staigue a Derrynane House, domov Daniela O‘Connella. Jižně od Killarney, Ross Castle, Lough Leane, a Ladies View (panoramatické místo rozhledu), které jsou všechny součástí Národního parku Killarney, jsou hlavními zajímavostmi na okruhu.
Dalšími zajímavými místy na Ring of Kerry jsou: Gap of Dunloe, Bog Village, Rossbeigh Beach, Cahersiveen Heritage Centre, Derrynane House, Skellig Experience, Staigue Fort, Kenmare Lace, Moll's Gap, Ladies View, Torc Waterfall, Muckross House, The Blue Pool, Ross Castle, Ogham Stones, St Mary’s Cathedral, Muckross Abbey, Franciscan Friary, Kellegy Church, O’Connell Memorial Church, Sneem Church and Cemetery, Skellig Michael, Beehive Cells a Stone Pillars označující významnou hrobku.